# Мира Ступиця
Мира Ступиця (серб. Мира Ступица, 17 серпня 1923 — 19 серпня 2016) — югославська та сербська акторка. За свою понад 60-річну професійну кар'єру зіграла безліч ролей у театрі, в кіно й на телебаченні. Вважається найкращою сербською акторкою всіх часів.

## Біографія
Народилась у сім'ї вчителів. Закінчила середню школу при Торговельній академії в Белграді. Акторською діяльністю почала займатись під час навчання у виші. 1940 року її помітив актор Віктор Старчич, а вже наступного року Міра почала працювати у белградському Національному театрі.
Під час та після Другої світової війни акторка виступала в театрах у Шабаці та Ниші. Після того повернулась до Національного театру.
1948 року майбутній чоловік Мири, Боян Ступиця, запросив її на роботу до новоствореного Югославського драматичного театру (ЮДТ). Вона була акторкою ЮДТ до 1970 року, однак періодично грала й у інших театрах, зокрема: від 1955 до 1957 — у Хорватському національному театрі; від 1959 до 1963 та від 1970 до 1979 — у Національному театрі в Белграді. Також її запрошували на ролі в інших театрах і студіях.
Окрім ролей у театрі, Мира Ступиця знімалась і в кіно, особливо в 1950-их і 1960-их роках. Від кінця 1960-их і до 1995 року мала ролі в телевізійних серіалах та шоу.

## Вибіркова фільмографія
- Перед війною (1966)
- Парад (2011)